# Tršická pahorkatina

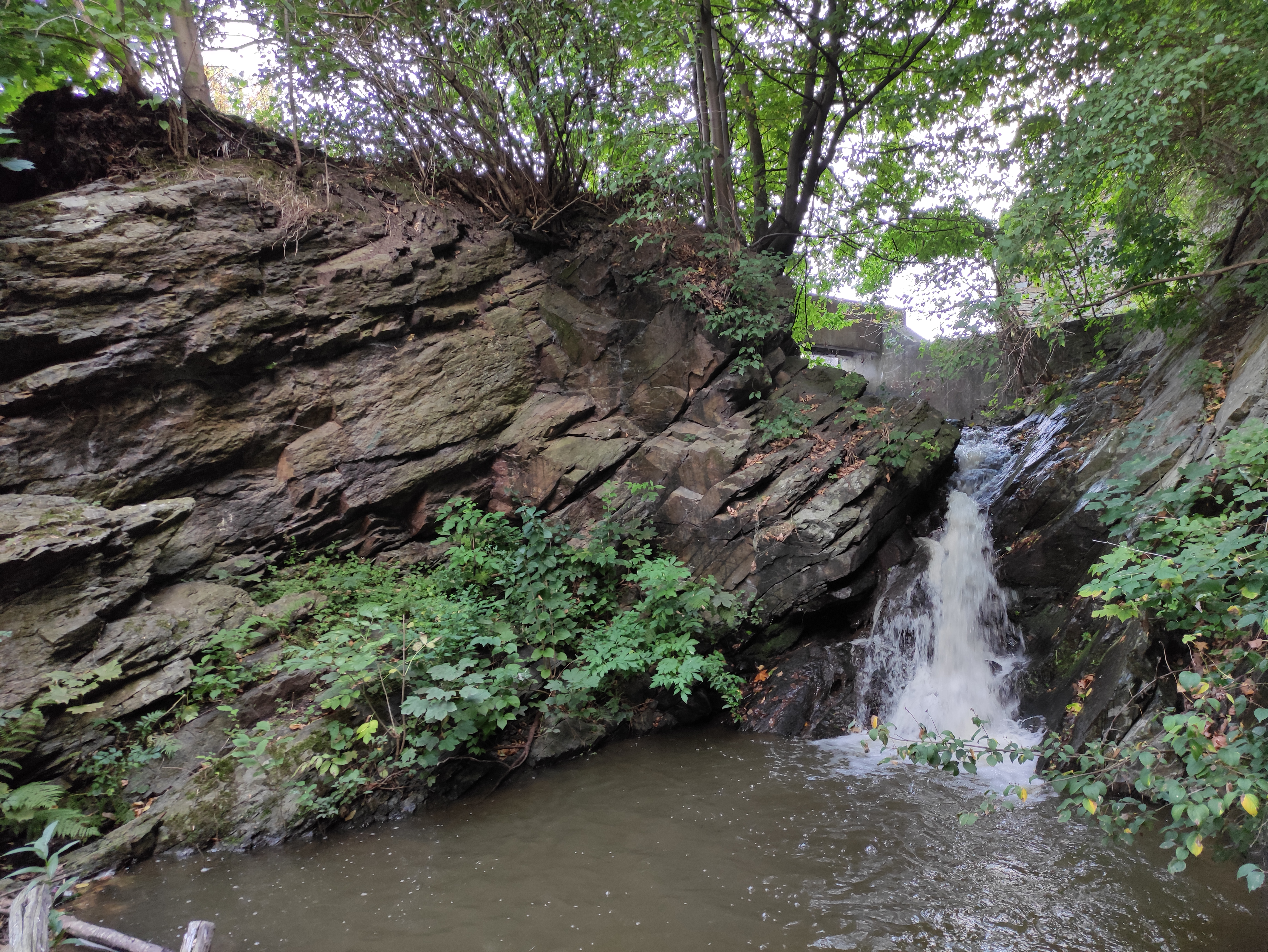
Tršický vodopád u Zámeckého rybníka v Tršicích

Tršická pahorkatina je podcelek nacházející se v nejjižnější části Nízkého Jeseníku. Jedná se o členitou pahorkatinu o rozloze 152,6 km2, se střední nadmořskou výškou 297,3 m a nejvyšším bodem Pod Kyjanicí (445,8 mn. m.).

## Geomorfologická klasifikace
- Provincie: Česká vysočina
  - Subprovincie: Krkonošsko-jesenická
    - Oblast: Jesenická
      - Celek: Nízký Jeseník
        - Podcelek: Tršická pahorkatina
          - Okrsek: Přáslavická pahorkatina
          - Okrsek: Čekyňská pahorkatina